# Mars Global Surveyor
A Mars Global Surveyor (MGS) a NASA Mars Surveyor programjának első űrszondája. 1996 novemberében indult, és 1997 szeptemberében állt pályára a Mars körül.

## Küldetés
A szonda feladata volt a Mars felszínének fényképezése. Küldetését 2 évre tervezték, azonban ténylegesen mintegy 10 évig működött, ez alatt 240 000 felvételt készített és sugárzott vissza a Földre.
2006. november 2-án a fedélzeti számítógép hibát észlelt egy napelemtáblát mozgató motornál, és az űrszonda biztonsági üzemmódba váltott át. November 5-én még érkeztek gyenge rádiójelek, majd a kapcsolat teljesen megszakadt. Az első vizsgálatok alapján a napelemtábla mozgatószerkezetét tekintették hibásnak, amely már korában is okozott problémákat. Részletesebben tanulmányozva az űreszköz jelzéseit és a földi utasításokat, végül kiderült, hogy más vezetett a pusztulásához.
Megállapították, hogy 2006 júniusában a rendszerfrissítés során egy adatot nem a megfelelő memóriahelyre töltöttek fel. Az adat azt hivatott közölni a szondával, hogy probléma esetén merre fordítsa az antennáit. Mivel az információ rossz helyre került, a kód nem az antenna, hanem a napelem irányítását befolyásolta. Emiatt egy november 2-án elküldött parancs alapján a szonda elkezdte forgatni az egyik napelemet, de észrevette, hogy a napelemet nem lehet ilyen mértékben elfordítani. Ebből az a hibás következtetést vonta le, hogy a panel beszorult, ezért csökkentett módba kapcsolt. Így viszont az egyik napelem a Nappal szembefordítva maradt, és emiatt túlhevült. Az intelligens űrszonda a túlhevülést úgy értelmezte, hogy az elemek teljesen feltöltődtek, ezért leállította a töltést. A Global Surveyor tíz-tizenkét óra alatt lemerült, és ezután már nem tudta tartani a pályáját.

## Eredmények

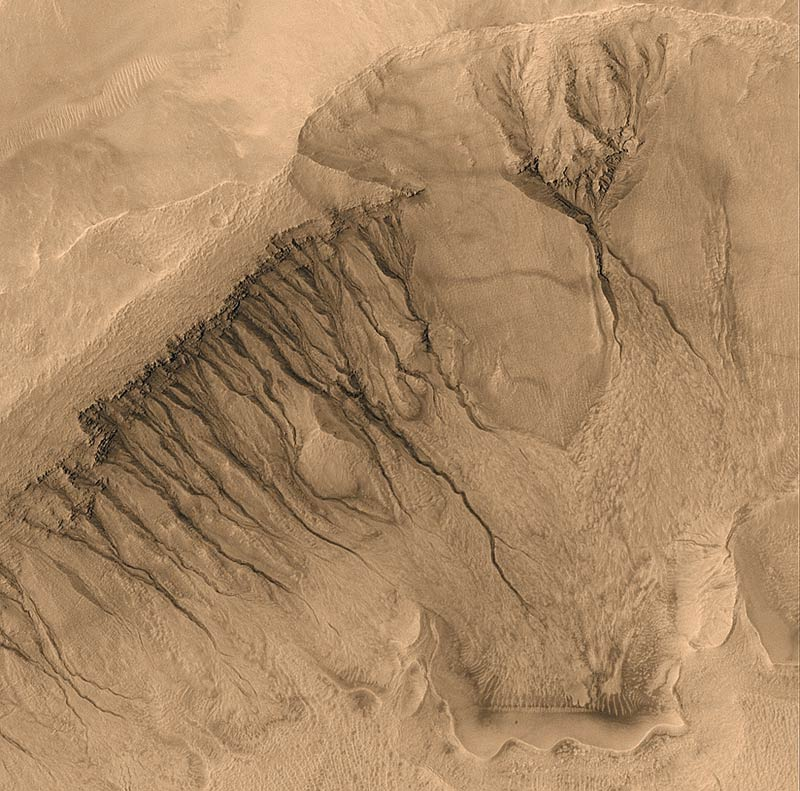
Valószínűleg vízfolyások nyomai láthatóak ezen az MGS felvételen

A Science című folyóirat 1998. március 13-i számában megjelent az első értékelés az MGS méréseiről. A szakemberek most tudták a marsi globális porvihar kialakulását először végigkövetni. A folyamat 1997 októberében kis helyi viharokkal kezdődött a déli sarki sapka szélén, hamarosan azonban már hatalmas területre terjedt szét a Noachis Terra felett a déli szélesség 20. fokától az egyenlítőig. A vihar felnyúlt 130 kilométeres felszín feletti magasságokig is. Ahogy aztán a globális porvihar csillapodni kezdett, 1997. december közepétől újra megjelentek a lokális miniviharok a déli poláris sapka szélénél és kristályfelhők alakultak ki a szén-dioxid sapka csökkenése miatt.
A legnagyobb meglepetést a mágneses mérések okozták azzal, hogy a Mars legősibb, kráteres területein több olyan kis méretű, 50 kilométeres részt találtak, ahol erősen mágnesezett a kéreg. Ha ezeket egy régi mágneses tér maradványaként értelmezzük, akkor a Marson régebben erősebb volt a belső eredetű mágneses tér, mint ma a Földön. Ugyancsak meglepetést keltettek a lézer-magasságmérő által kapott pontos adatok, amelyek alapján felfedezték, hogy a Mars északi féltekéje mennyire "sík", illetve "lapos". Talán ez is azt jelzi, hogy az ősidőkben itt egy hatalmas óceán alja terült el.
2005. április 20-án a MOC kamera a 250 km-re elhaladó európai Mars Express űrszondát kapta lencsevégre, másnap a Mars Odyssey-t.

### Magyar oldalak
- A küldetés első éveinek legfontosabb eseményei
- A Mars Global Surveyor termálemissziós spektrométere

### Külföldi oldalak
- MGS (NASA) Archiválva 2014. október 14-i dátummal a Wayback Machine-ben
- A Mars Global Surveyor képadatbázisa
- MGS Status